# T-Rex Expressz
A T-Rex Expressz vagy Dinó-vonat (eredeti cím: Dinosaur Train) 2009-től 2017-ig futott amerikai televíziós 3D-s számítógépes animációs sorozat, amelynek alkotója Craig Bartlett. Az írói Craig Bartlett, Mark Drop és Joseph Purdy, a rendezője Craig Bartlett, a zeneszerzői Mike Himelstein és Jim Lang, a producere Sue Bea Montgomery. A tévéfilmsorozat a Jim Henson Company és a The Sparky Animation Studio gyártásában készült, a The Jim Henson Company forgalmazásában jelent meg. Műfaját tekintve ismeretterjesztő filmsorozat és történelmi filmsorozat. Amerikában a PBS vetítette, Magyarországon a Minimax és az M2 sugározta, valamint a TV2 is adta a TV2 Matiné című műsorblokkban.

## Ismertető
Ebben a mesében szokatlan teremtmények láthatóak. Megismerhető a T-Rex, aki a családjával együtt utazik az expresszen, a dzsungeleken, mocsarakon, vulkánokkal és óceánokkal szegélyezett tájakon át.

## Szereplők
| Szereplő        | Eredeti hang                                                   | Magyar hang                                              | Megjegyzés                                                                              |
| --------------- | -------------------------------------------------------------- | -------------------------------------------------------- | --------------------------------------------------------------------------------------- |
| Pajti           | Phillip Corlett (1.-2. évadban) Sean Thomas (3. évadban)       | Szalay Csongor (1.-2. évadban) Berkes Bence (3. évadban) | Egy tyrannoszaurusz bébi, akit befogadta a Pteranodon család.                           |
| Pici            | Claire Corlett                                                 | Sági Tímea                                               | A Pteranodon család egyik tagja, egy zöld színű pteranodon lány.                        |
| Fényes          | Erika-Shaye Gair                                               | Csondor Kata                                             | A Pteranodon család egyik tagja, egy kék színű pteranodon lány.                         |
| Don             | Alexander Matthew Marr (1.-2. évadban) Laura Marr (3. évadban) | Magyar Bálint                                            | A Pteranodon család egyik tagja, egy zöld színű pteranodon fiú.                         |
| Kalauz          | Ian James Corlett                                              | Seder Gábor                                              | Egy hímnemű troodon, aki a Dínó-vonatot irányítja.                                      |
| Mrs. Pteranodon | Ellen Kennedy                                                  | Náray Erika                                              | Egy nőnemű pteranodon, aki Pajti, Pici, Fényes és Don anyja és Mr. Pteranodon felesége. |
| Mr. Pteranodon  | Colin Murdock                                                  | Forgács Gábor                                            | Egy hímnemű pteranodon, aki Pajti, Pici, Fényes és Don apja és Mrs. Pteranodon férje.   |

- További magyar hangok: Bolla Róbert, Gubányi György István, Joó Gábor, Pálmai Szabolcs, Schneider Zoltán

## Epizódok
1. A stygimoloch-ok völgye / A halfogás
2. A corythoszauruszok dala / Ebéd a triceratopszokkal
3. Egy forró délután / A szülinapi ajándék
4. T-Rex vagyok! / Ned, a négylábú
5. Egy irtó okos dinó / Petey, a peteinoszaurusz
6. A leggyorsabb dinoszaurusz / A T-Rex foga
7. A tollak rejtélye / Szupergallér
8. A hatalmas dinó / Játék Annie-vel
9. Az ankyloszaurusz páncélja / Táborozás
10. Laura, a giganotoszaurusz / Ebéd a triceratopszokkal
11. Derek, a deinonychus / Don szitakötője
12. A legkisebb dinoszaurusz / A T-Rexek vándorlása
13. Sípoló dinók / Meglepetés buli
14. A theropoda klub / Keltető parti
15. Az öreg spinoszaurusz és a tenger / Pajti és Pici vitája
16. Az éjszakai vonatozás / Csontok
17. Troodonok az Északi-sarkon / Krétakori fenyő
18. Földtúró dinó / Fényes tengeri kagylói
19. Király cryolophoszaurusz / A nyomkövetők
20. Az öreg madár / Barlang-kaland
21. Aki bújt aki nem / Családi dögevő túra
22. A csorda / Jess hesperornis
23. Triász teknős / Tank kistestvére
24. Erma eoraptor / A vulkán alatt
25. A Pteranodon család világkörüli útja / Gilbert, az ifjú kalauz
26. A confuciusornis azt mondja / Pici picibabája
27. Iggy iguanodon / Fényes nem tud aludni
28. Kenny, a kentroszaurusz / Don és a troodonok
29. Új szomszédok / Don gyűjteménye
30. Hosszú karmok / Pizsama-parti
31. A szárny-királyok / Az iszap gödör
32. Nyúlfogó Bucky / Pici pici barátja
33. Páncélos vitézek / Pteroszaurusz repülő klub
34. Döngő dinó léptek / Az új szarvak ünnepe
35. A jó anya / Gyémántlakodalom
36. Elmer elazmoszaurusz / Dinoszaurusz-parti
37. Carla cretoxyrhina / Vonat-baj
38. A csodálatos michelinocérász testvérek / Apák napja
39. Paulie plioszaurusz / Elmer a sivatagba látogat
40. Segédkalauz dzsembori / Troodon vasút nap